# Jean-Marie Pelt

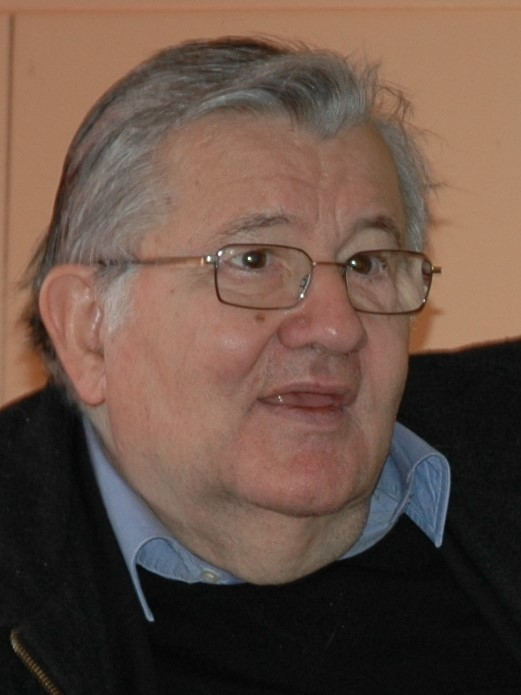
Jean-Marie Pelt (2008)

Jean-Marie Pelt (* 24. Oktober 1933 in Rodemack; † 23. Dezember 2015 in Metz) war ein französischer Pharmakologe, Umweltschützer und Botaniker. Er wurde bekannt durch die Fernsehserie Die Pflanzen leben (L'aventure des plantes) mit Jean-Pierre Cuny vom Anfang der 1980er Jahre, der weitere Radio- und Fernsehbeiträge folgten.

## Leben und Werk
Das Interesse für Pflanzen erwachte bei Pelt durch seinen Großvater, der Gärtner war. Einer seiner Vorfahren war Bischof von Metz. Pelt wurde 1959 in Nancy in Pharmakologie promoviert und lehrte ab 1962 als Professor (Maître de conférences) in Nancy Botanik und Pharmazie und ab 1972 in Metz, wo er 1993 emeritiert wurde. Ein Schwerpunkt seiner Forschung war Ethnopharmakologie, wozu er zu Feldstudien unter anderem in Togo, der Elfenbeinküste, Marokko, Syrien, Irak, dem Jemen und Afghanistan war. In Metz gründete er 1971 das Institut Européen d’Écologie (IEE) und war dessen Direktor. Seine Ideen für naturnahe Stadtentwicklung (propagiert in seinem Buch L’Homme re-naturé von 1977) verwirklichte er in den 1970er Jahren in Parkanlagen in Metz.
Von Pelt stammen zahlreiche populärwissenschaftliche Bücher zu Botanik und anderen Bereichen der Biologie, Pharmazie, Ökologie und dem Umweltschutz. Er trat als Kritiker der Gentechnik hervor und war bemüht, Wissenschaft und christlichen Glauben zu vereinen.
1995 wurde er Ritter und 2005 Offizier der Ehrenlegion. 1997 wurde er Offizier des Ordre national du Mérite.
Von 1971 bis 1983 war er im Rat von Metz und er war stellvertretender Bürgermeister (maire-adjoint) unter dem Bürgermeister Jean-Marie Rausch. Pelt war ein Freund von Robert Schuman und schrieb dessen Biographie.

## Schriften (Auswahl)
- Les Médicaments, collections Microcosme "le Rayon de la science" Nr. 29, Le Seuil, Paris, 1969
- Évolution et sexualité des plantes,  Horizons de France, 1970
- L’Homme re-naturé,  Le Seuil 1977
- Les Plantes: amours et civilisations végétales, Fayard, 1980
- La Médecine par les plantes,  Fayard 1981, 1986
- La Prodigieuse Aventures des plantes, Fayard, 1981
- Drogues et plantes magiques,  Fayard 1983
- La Vie sociale des plantes, Fayard, 1984
- Das Leben der Pflanzen: Kampf und Liebe, Konkurrenz und Gemeinschaft im Reich der Botanik, Econ 1982
- Le Monde des plantes, collection Petit Point, Le Seuil, 1993
- Dieu de l’univers, Fayard, 1995
- Robert Schuman: père de l’Europe, 2003
- Die Geheimnisse der Heilpflanzen, München 2005